# Ходжиев, Аслидин Ходжиевич
Аслидин Ходжиевич Ходжиев — советский хозяйственный и государственный деятель, лауреат Государственной премии СССР за выдающиеся достижения в труде.

## Биография
Родился в 1942 году в Таджикской ССР. Член КПСС.
В 1958—1991 годах -
хлопкороб, звеньевой хлопководческого звена, бригадир хлопководческой бригады колхоза «Коммунизм» Кабодиёнского района Курган-Тюбинской области Таджикской ССР.
Лауреат премии Ленинского комсомола.
За освоение и внедрение прогрессивной технологии, комплексной механизации при возделывании технических, овощных культур, картофеля и хлопка, получение высоких и устойчивых урожаев был в составе коллектива удостоен Государственной премии СССР за выдающиеся достижения в труде 1981 года.
Кандидат в члены ЦК КП Таджикистана.
Жил в Кабодиёнском районе.

## Награды
- Орден Трудового Красного Знамени
- Орден Знак Почёта
- Орден Трудовой Славы II степени
- Орден Трудовой Славы III степени